# Pasztra
Pasztra egy falu Bulgária nyugati részén, Kjusztendil megyében, Rila település körzetében.

## Fekvése
Pasztra a Rila-hegység lábánál, annak délnyugati részén található.
A falu a Rila folyó mentén fekszik, a rilai kolostorba vezető út két oldalán. A kolostortól 12 kilométerre, Rila városától 8 kilométerre található, Szófiától mintegy 120 kilométerre.
A falu területe 39,948 négyzetkilométer. A település átlagos tengerszint feletti magassága 803 méter.

## Története
A faluról szóló legkorábbi adatok a 14. század végéről származnak. Iván Sisman cár 1378-ból származó rilai oklevelében is szerepel Pasztra (Пъстра) néven, amikor a a kolostornak adták.

## Kulturális és természeti nevezetességek
A falu elején található a Rilai Szent János csitaliste (olvasóház), az északi végén helyezkedik el a Szent
Haralambosz-templom. A közelben találhatók Pasztra és a Kamenica vízerőművek. Mintegy 16 kilométerre a faluból a Kalin-, és ezen túl a Karagöl-víztározó és az Ivan Vazov menedékház.

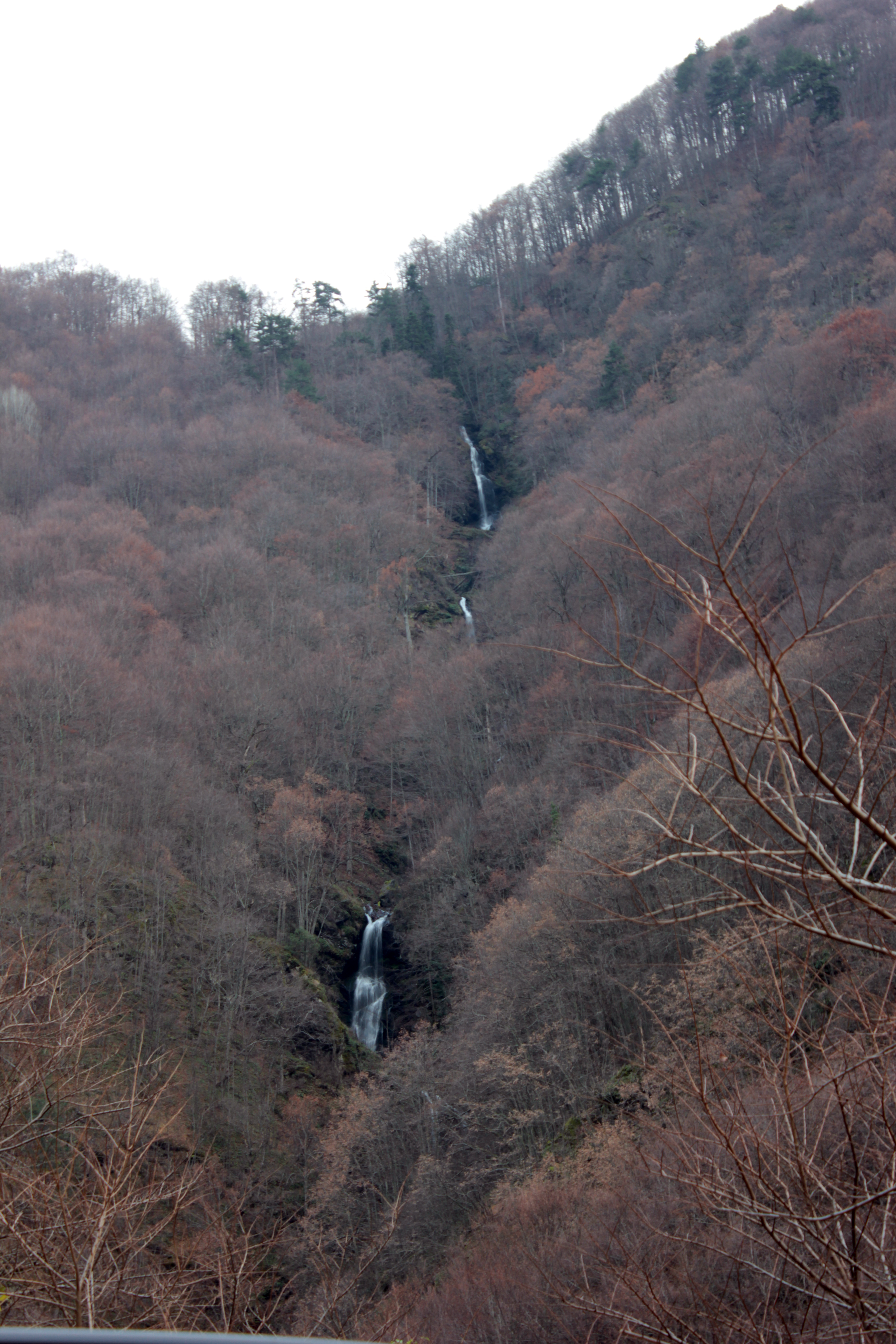
Djavolszkite vodi (Ördög vizei) vízesés

A falu végén található az Ördög vizei nevű vízesés, ami több, 5 és 15 méter magas vízesésből áll. Közvetlenül a vízesésekkel teli lejtővel szemben egy azonos nevű fogadó és vendégház épült.

## Egyebek

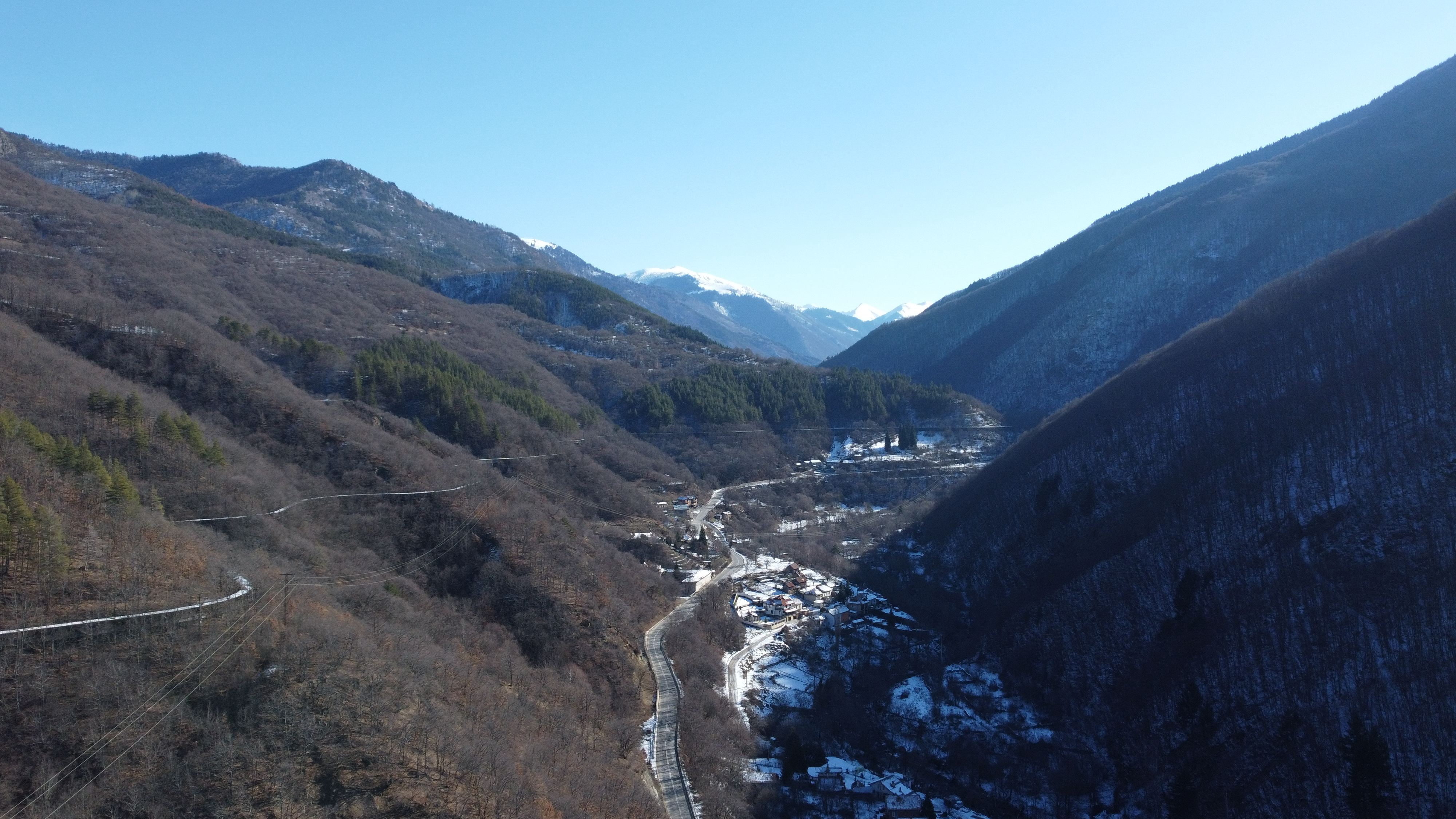
Pasztra látképe keleti irányba

A település határában helyezkedik el a Rilai vízerőmű rendszer több eleme.
Az Antarktisz Szentháromság-szigetén található Pastra-gleccser Pasztra faluról kapta a nevét. 